# La Femme insecte (manga)
Pour les articles homonymes, voir La Femme insecte.
La Femme insecte (人間昆虫記, Ningen konchūki) est un seinen manga d'Osamu Tezuka prépublié dans le magazine Play Comic de l'éditeur Akita Shoten entre mai 1970 et février 1971. La première version française est éditée par Casterman en octobre 2009.

## Synopsis
Toshiko Tomura, ancienne vedette de la compagnie théâtrale Theatre Claw, remporte le prix Akutagawa pour son roman L'homme insectes. Après la cérémonie, le designer Ryotaro Mizuno lui apprend que son ancienne colocataire, Kageri Usuba, également jeune écrivaine, s'est suicidée. Kametaro Aokusa, travaillant pour un journal à scandale, décide de la suivre jusque dans sa ville natale...

## Personnages
Toshiko Tomura
Considéré par la presse comme "le génie au féminin", Toshiko s'est illustrée dans les domaines du théâtre, du design et de la littérature. Elle a une propension exceptionnelle à l'apprentissage et la capacité innée à copier les talents et compétences de tous ceux qui l'approchent. Ayant cloné leur spécificités, elle les rend inutiles et les laissent comme des coquilles vides. Elle s'approprie la notoriété et la carrière qu'ils auraient eu si elle n’avait pas dupliqué leurs talents.
Ryotaro Mizuno
Designer et ancien amant de Toshiko Tomura, il éprouve encore certains sentiments à son égard. Il a lui aussi été l'une de ses victimes, lorsqu'elle s'est présentée à sa place à un concourt de design après avoir copié ses talents dans le domaine.
Kametaro Aokusa
Journaliste de bas étage travaillant pour un journal à scandale. Il éprouve une certaine attirance pour Toshiko Tomura et flaire rapidement qu'elle a un passé trouble qui vaudrait la peine que l'on enquête. Il a peu de scrupules et d'éthique dans son métier.
Hyoroku Hachisuka
Ancien directeur de la compagnie Theatre Claw, il était un metteur en scène renommé. Il est celui qui a découvert Toshiko Tomura. Il a rapidement pris la mesure de son talent mais aussi de son caractère amoral dans sa façon de copier et remplacer les autres. Il l'a vue copier le style, puis voler le rôle de plusieurs actrices dans ses pièces. Fasciné, il n'est pas intervenu. Cela à continué jusqu'à ce qu'elle veuille le remplacer en tant que metteur en scène, ce qu'elle a réussi, l'obligeant à se retirer et a vivre en marge de la société. Il est amoureux de Toshiko et n'arrive pas à l'oublier, ni lui en vouloir.

## Publication
Le manga est réédité par Kōdansha dans la collection des Œuvres complètes de Tezuka en deux volumes en février 1983 et mars 1983, puis au format bunko en avril 2012.
La version française est éditée en un volume par Casterman dans la collection « Sakka » en octobre 2009. Une nouvelle édition parait en septembre 2022 chez les éditions FLBLB dans la collection « Fictions ».

### Liste des volumes
| no | Japonais       | Japonais          | Français        | Français          |
| no | Date de sortie | ISBN              | Date de sortie  | ISBN              |
| --- | -------------- | ----------------- | --------------- | ----------------- |
| 1 | 12 avril 2012  | 978-4-06-373899-5 | 14 octobre 2009 | 978-2-203-37397-6 |
| Liste des chapitres : - Chapitre de la cigale - Chapitre de la cicadelle - Chapitre du longicorne - Chapitre du criquet |                |                   |                 |                   |

### Autres éditeurs
- Vertical : The Book of Human Insects

## Drama
Le manga a été adapté en drama de sept épisodes en 2011.

### Distribution
- Minami : Toshiko
- Arata Iura : Mizuno
- Sō Hirosawa
- Sujin Kim
- Yukiya Kitamura : Heihachi
- Seika Kuze
- Kyōko Matsunaga
- Atsuo Nakamura : Yukimura
- Ken'ichi Takitō
- Shingo Tsurumi : Kamaishi

 Sauf indication contraire, les informations mentionnées dans cette section peuvent être confirmées par la base de données cinématographiques IMDb,  présente dans la section « Liens externes ».

### Édition japonaise
Kōdansha (Bunko)
1. 1 2  (ja) « Tome 1 ».

### Édition française
Casterman
1. 1 2  (fr) « Tome 1 ».